# Betta simorum
Betta simorum là một loài cá trong họ Osphronemidae

## Số lượng
Trong khi không có ước tính định lượng về xu hướng dân số, sự suy giảm dân số có thể được suy ra dựa trên số lượng lớn các cá thể đánh bắt tự nhiên được quan sát được xuất khẩu để buôn bán cá cảnh. Sự phân bố loài và tỷ lệ mất rừng đầm lầy than bùn trong quá khứ để ước tính xác suất loài này bị tuyệt chủng trên toàn cầu do mất môi trường sống dự kiến sẽ xảy ra trong giai đoạn 2010-2050. Xác suất tuyệt chủng của loài này được ước tính là 8-86%. Ước tính này là xác suất loài này cuối cùng sẽ bị tuyệt chủng do mất môi trường sống và không phải là xác suất mà chúng sẽ bị mất vào năm 2050 vì có thể bị trễ thời gian tuyệt chủng.